# Estació Biològica de l'Aiguabarreig

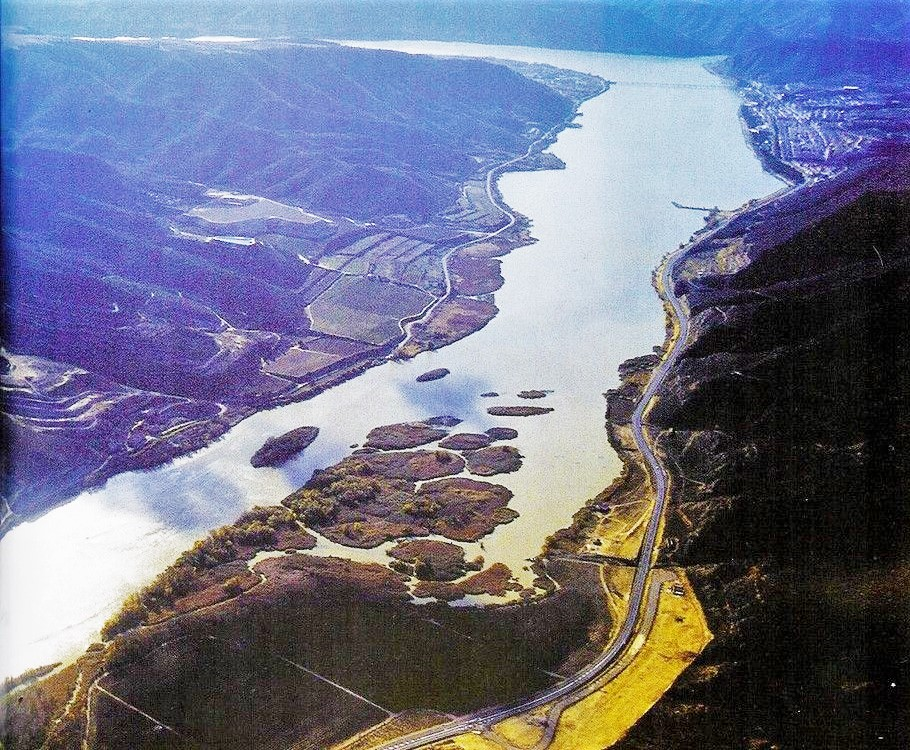
Illes a l'Aiguabarreig al seu pas per Mequinensa, confluint el Segre amb l'Ebre

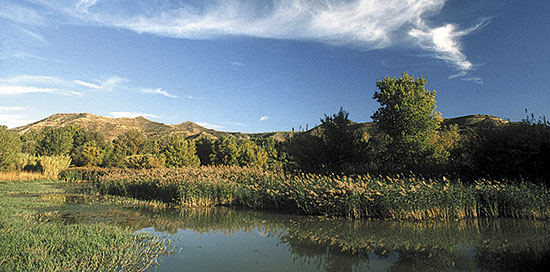
El galatxo del riu Cinca a Massalcoreig. Conegut com la Badina. Fotografia de Ferran Aguilar

L'Estació Biològica de l'Aiguabarreig, creada l'any 1993, és un centre de recerca i gestió que, actualment, te la seva seu entre Mequinensa (Baix Cinca) i La Granja d'Escarp (Segrià). L'estació se n'encarrega de la més gran confluència fluvial de la península ibèrica que conté, a més, el més gran conjunt d'illes fluvials i boscos de ribera de les terres catalanes.
L'estació ha executat, fins ara, tots els projectes de gestió i conservació de la Generalitat de Catalunya als espais naturals de l'Aiguabarreig, destacant per inèdita la creació d'una illa artificial a l'Ebre, al terme municipal d'Almatret.

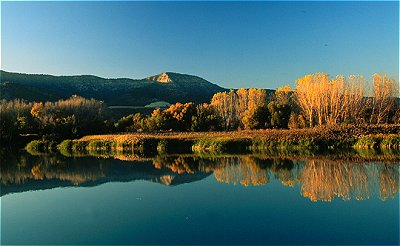
Illes de l'Aiguabarreig a la tardor. Fotografia de Ferran Aguilar

Coordina els projectes de bioturisme de la mà del Patronat de Turisme de la Diputació de Lleida i tingué una escola de natura, l'Escola de Natura de l'Aiguabarreig, a Mequinensa. També disposa del Centre d'Interpretació de l'Aiguabarreig, a la vila de Massalcoreig.
Fou creada pel naturalista Guillem Chacon, qui actualment la dirigeix, i forma part de la xarxa d'estacions biològiques, motiu pel qual cada any investigadors i estudiants de diferents continents arriben a l'Aiguabarreig per a fer pràctiques universitàries.
Des del 2004 és part de l'equip acadèmic de la Universitat Catalana d'Estiu de Ciències de la Natura, que te la seva seu central a Seròs. També a l'Aiguabarreig.